# Come Clarity (singolo)
Come Clarity è un singolo della band death metal In Flames. Si tratta di un'edizione limitata pubblicata in un disco in vinile, pubblicato da Black Lodge Records sotto licenza di Nuclear Blast. Una caratteristica del disco è la copertina, che mostra il volto della mascotte degli In Flames, Jester.

## Tracce

### Promo CD
1. Come Clarity
2. Only for the Weak
3. System

### EP
1. Come Clarity
2. Only for the Weak

## Videoclip
Il videoclip mostra Anders guidare mentre la band si esibisce in mezzo al deserto. Mentre Anders guida si nota una ragazza vestita di rosso con un orsacchiotto in mano che chiede più volte un passaggio. Alla fine del video, si scatena una tempesta di meteoriti e la ragazzina scompare lasciando da solo l'orsacchiotto che aveva con sé.

## Formazione
- Anders Fridén - voce
- Björn Gelotte - chitarra
- Peter Iwers - basso
- Daniel Svensson - batteria
- Niclas Engelin - chitarra